# Franco Anderlini
Franco Anderlini (Modena, 17 agosto 1921 – Prato, 18 gennaio 1984) è stato un allenatore di pallavolo italiano.

## Carriera
Iniziò la sua carriera creando e allenando la società US Ferrari Modena dal 1947 al 1952. Ottenuta la Serie A, la squadra confluì nell'Avia Pervia Modena con la quale vinse cinque scudetti in dieci anni, fino allo scioglimento per motivi economici. Nel 1964 allenò il Gruppo Sportivo Vigili del Fuoco Menegola di Modena, dove ottenne la promozione in Serie B e uno scudetto Juniores.
Nel 1966 andò a sedersi sulla panchina della neonata Panini, sempre a Modena, ottenendo subito la promozione in Serie A. Sotto la guida di Anderlini la squadra conquisterà tre scudetti. Allo stesso tempo assunse anche l'incarico di allenatore delle nazionali giovanili italiane. Nella stagione 1975-76 lasciò il club modenese per la Pallavolo Cesenatico, diventando contemporaneamente selezionatore della nazionale maggiore e ottenendo per la prima volta la qualificazione a una fase finale olimpica, in occasione dell'edizione di Montréal 1976.
Morì il 18 gennaio 1984, all'età di 62 anni, a seguito di un incidente stradale occorsogli sull'Autostrada del Sole.

## Palmarès

### Club
- Campionato italiano: 8

Avia Pervia Modena: 1957, 1959, 1960, 1962, 1962-63
Panini: 1969-70, 1971-72, 1973-74